# 丹·科茨
丹尼爾·雷·「丹」·科茨（英語：Daniel Ray "Dan" Coats；1943年5月16日—），是一位共和黨籍的美国政治人物，自1989年至1999年與2011年至今的印第安纳州聯邦參議員。
2015年3月24日，科茨宣布他將不會競選連任參議員。
2017年1月，当选总统特朗普任命丹·科茨为新国家情报总监。这一职务是911事件后设立的，负责协调美国17家情报机构的活动。
在小布什总统时期，科茨层在2001年至2005年担任驻德国大使。他也是参议院情报委员会成员。2014年，俄罗斯禁止美国6名参议员和3名白宫负责人入境俄罗斯，其中包括丹·科茨，以报复美国对俄罗斯的制裁。
在川普总统时期，擔任美國國家情報總監。因通俄門事件上和川普不同調而辭職。

## 外部連結
- 丹·科茨參議院官方網站
- 丹·科茨參議員競選網站
- 中的“丹·科茨”
- Background and collected news at The Washington Post
- 美國國會國家人物傳記大辭典中的傳記
- 由華盛頓郵報維護的投票記錄
- 智慧投票计划中的傳記、投票紀錄及利益集團評級
- Congressional profile at GovTrack
- Congressional profile at OpenCongress
- Issue positions and quotes at On the Issues
- Financial information at OpenSecrets.org
- Staff salaries, trips and personal finance at LegiStorm.com
- 聯邦選舉委員會中的競選財務報告和數據
- Appearances on C-SPAN programs
- 網路電影資料庫上的亮相頁面
- Collected news and commentary at The New York Times
- Profile at Ballotpedia

| 美国众议院               | 美国众议院                                                                           | 美国众议院           |
| ------------------------ | ------------------------------------------------------------------------------------ | -------------------- |
| 前任者： 丹·奎尔         | 印第安納州第四國會選區 眾議院議員 1981年－1989年                                     | 繼任者： 吉爾·朗     |
| 政党职务                 |                                                                                      |                      |
| 前任者： 丹·奎尔         | 美國參議員印第安納州共和黨被提名人 （第3類） 1990年、1992年                          | 繼任者： 保羅·赫姆基 |
| 前任者： 馬文·斯科特     | 美國參議員印第安納州共和黨被提名人 （第3類） 2010年                                  | 繼任者： 托德·揚     |
| 美国参议院               |                                                                                      |                      |
| 前任者： 丹·奎尔         | 印第安納州第3類參議員 1989年－1999年 2011年－2017年 與理查德·盧格、喬·唐納利同時在任 | 繼任者： 埃文·贝赫   |
| 前任者： 埃文·贝赫       | 印第安納州第3類參議員 1989年－1999年 2011年－2017年 與理查德·盧格、喬·唐納利同時在任 | 繼任者： 托德·揚     |
| 前任者： 凱文·布雷迪     | 經濟聯合委員會主席 2015年－2017年                                                    | 繼任者： 帕特·蒂貝里 |
| 外交職務                 |                                                                                      |                      |
| 前任者： 約翰·科恩布盧姆 | 美國駐德國大使 2001年－2005年                                                        | 繼任者： 威廉·鐵姆肯 |